# Henszlmann Imre
Henszlmann Imre (Kassa, 1813. október 13. – Budapest, 1888. december 5.) művészettörténész, építész, régész, kritikus, író, orvos, országgyűlési képviselő, egyetemi tanár, az MTA tagja.

## Élete
Édesapja id. Henszelmann Imre (1770-1817) evangélikus vallású kassai fémkereskedő volt. 4 éves korában árva maradt, nővére, Doby Lipótné (sz. Henszelmann Sarolta) nevelte fel.
Pesten, Bécsben és Padovában orvosi tanulmányokat folytatott, majd művészettörténeti és archeológiai szakra jelentkezett. Bécsben a pénzverde igazgatója, a magyar származású Böhm József Dániel vezette be erre a tudományszakra. 1848-ban Bécsben Esterházy Pál Antal sajtóreferense lett. 1849-ben a forradalomban való részvétele miatt börtönbe zárták, majd Londonba és Párizsba távozott. Párizsban III. Napóleon támogatásával jelent meg Théorie des proportions appliqués dans l’architecture című műve 1860-ban. Magyarországra visszatérve ő vezette a meginduló székesfehérvári és kalocsai ásatásokat.
1862-ben Henszlmann Imre a székesfehérvári püspöki palota kertjében dolgozhatott ásatásokon. 1874-ben a helyi püspöki szék megüresedett, és a Vallás- és Közoktatásügyi Minisztérium a Műemlékek Ideiglenes Bizottságának javaslatára elrendelte az ásatás folytatását, mely 1874. augusztus 18-tól Henszlmann vezetésével hét héten keresztül folyt tovább. A sírokban talált földi maradványokat az 1874-ben és 1882-ben előkerültekkel együtt összekeverve hat ládában tárolták, amelyek közül egynek nyoma veszett. Később az 1938. augusztus 13-án fellelt „embertani anyagot” (egybedobált, azonosítatlan uralkodói, főúri, főpapi csontokat) gyufagyári faládákban a vár hajdani vizesárkában kialakított beton tömegsírba zárták.
1867-től a Műemlékek Országos Bizottságának első előadója volt. 1873-ban lett a Magyar Tudományos Akadémia rendes tagja. Sok tanulmányt és cikket írt, szerkesztette az Archaeologiai Értesítő és az Archaeologiai Közlemények című periodikákat.
Henszlmann Imre kezdeményezte az egykori kassai Felsőmagyarországi Rákóczi-múzeum létrehozását, aminek utódja ma Kelet-Szlovákia legnagyobb és legfontosabb múzeuma.

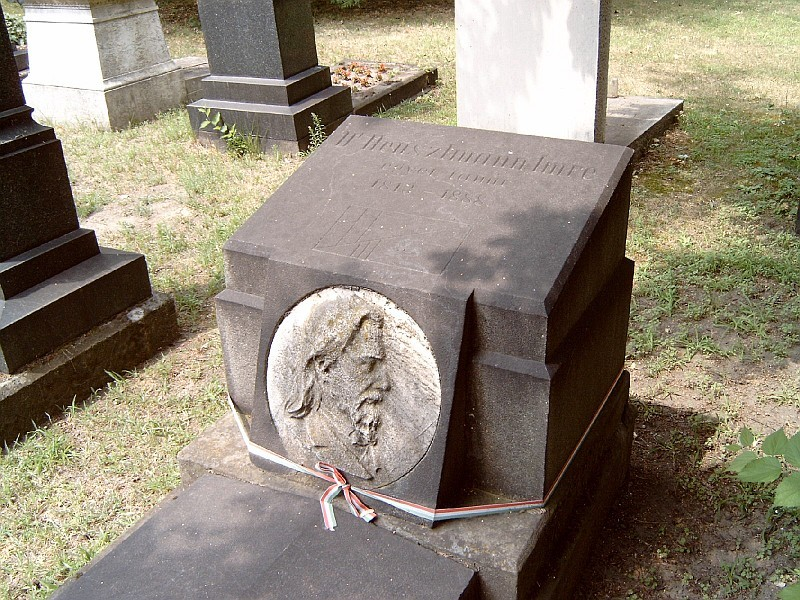
Henszlmann Imre sírja Budapesten. Kerepesi temető: 34/2-1-47

## Emlékezete
Budapesten, az V. kerületben utca viseli nevét.

## Fontosabb művei
- Párhuzam az ó- és újkori művészeti nézetek és nevelések közt (Pest, 1841)
- Kassa városának ó-német stylű templomairól (Pest, 1846) időrendben ez az első magyar művészettörténeti monográfia
- Adalékok a magyar ikonographiához. I. Mátyás király egykorú arczképei (1861)
- I. Mátyás király állítólagos építőmesterének kézirati munkája az építészetről (1861)
- A kis-bényi románízlésű egyház (Pest, 1863)
- A székesfehérvári ásatások eredménye (Pest, 1864)
- Műrégészeti kalauz I-II. kötet (Pest, 1866)
- Pécsnek középkori régiségei I-II. kötet (Pest, 1869–72)
- Die Grabungen des Erzbischofs von Kalocsa (Lipcse, 1873)
- Tanulmányok a góthok művészetéről (Pest, 1874)
- Magyarország ó-keresztyén, román és átmenet stylü mű-emlékeinek rövid ismertetése (Bp., 1876) Online
- A bécsi 1873. évi világ-tárlatnak magyarországi kedvelőinek régészeti osztálya (Bp., 1876)
- Lőcsének régiségei (Bp., 1878)
- Bártfa középkori műemlékei (Bp., 1879)
- Magyarország csúcs-íves stylü műemlékei (Bp., 1880) Online
- A nagyszebeni és székesfehérvári régi templom Reissenberger Lajossal (Bp., 1883)
- A képzőművészetek fejlődése; Franklin, Bp., 1906 (Olcsó könyvtár)
- Válogatott képzőművészeti írások; szerk. Tímár Árpád, névmutató Bardoly István; MTA Művészettörténeti Kutató Csoport, Bp., 1990